# Mélida (Valladolid)
Mélida es una localidad del municipio de Peñafiel, en la provincia de Valladolid, comunidad autónoma de Castilla y León, España. Pertenece a la comarca de Campo de Peñafiel.
Cuenta con una población de 48 habitantes y se sitúa a 3 km de Peñafiel y de Olmos de Peñafiel.